# Айнаколь (Кызылординская область)
Айнаколь (каз. Айнакөл, до 1997 г. — Опытное) — село в Кызылординской области Казахстана. Находится в подчинении городской администрации Кызылорды. Входит в состав Кызылозекского сельского округа. Код КАТО — 431045200.

## Население
В 1999 году население села составляло 389 человек (212 мужчин и 177 женщин). По данным переписи 2009 года, в селе проживали 394 человека (211 мужчин и 183 женщины).